# Donald Piper
Donald Arthur Piper (ur. 5 marca 1911 w Peorii w stanie Illinois, zm. 25 marca 1963 w Temple City) – amerykański koszykarz, złoty medalista letnich igrzyskach olimpijskich w Berlinie. Wystąpił w dwóch spotkaniach.